# Bilan saison par saison de Berchem Sport
Cette page présente les résultats saison par saison du Koninklijk Berchem Sport, une équipe de football belge. Le club a disputé 94 saisons dans les divisions nationales belges.

## Tableau de résultats
| Ordre               | Saison    | Nom du club               | Niveau                         | Classement final          | Remarques                            |
| ------------------- | --------- | ------------------------- | ------------------------------ | ------------------------- | ------------------------------------ |
| 1                   | 1911-12   | Berchem Sport             | Promotion (D2)                 | 12e/12                    | Relégué                              |
| séries régionales   |           |                           |                                |                           |                                      |
| 2                   | 1919-20   | Berchem Sport             | Promotion (D2)                 | 6e/12                     |                                      |
| 3                   | 1920-21   | Berchem Sport             | Promotion (D2)                 | 6e/12                     |                                      |
| 4                   | 1921-22   | Berchem Sport             | Promotion (D2)                 | 2e/14                     | Promu                                |
| 5                   | 1922-23   | Berchem Sport             | Division d'Honneur             | 10e/14                    |                                      |
| 6                   | 1923-24   | Berchem Sport             | Division d'Honneur             | 10e/14                    |                                      |
| 7                   | 1924-25   | Berchem Sport             | Division d'Honneur             | 7e/14                     |                                      |
| 8                   | 1925-26   | Berchem Sport             | Division d'Honneur             | 6e/14                     |                                      |
| 9                   | 1926-27   | Berchem Sport             | Division d'Honneur             | 5e/14                     |                                      |
| 10                  | 1927-28   | Berchem Sport             | Division d'Honneur             | 4e/14                     |                                      |
| 11                  | 1928-29   | Berchem Sport             | Division d'Honneur             | 8e/14                     |                                      |
| 12                  | 1929-30   | Berchem Sport             | Division d'Honneur             | 12e/14                    |                                      |
| 13                  | 1930-31   | Berchem Sport             | Division d'Honneur             | 3e/14                     |                                      |
| 14                  | 1931-32   | R. Berchem Sport          | Division d'Honneur             | 5e/14                     |                                      |
| 15                  | 1932-33   | R. Berchem Sport          | Division d'Honneur             | 14e/14                    | Relégué                              |
| 16                  | 1933-34   | R. Berchem Sport          | Division 1 (D2) série B        | 1er/14                    | Champion et promu                    |
| 17                  | 1934-35   | R. Berchem Sport          | Division d'Honneur             | 9e/14                     |                                      |
| 18                  | 1935-36   | R. Berchem Sport          | Division d'Honneur             | 14e/14                    | Relégué                              |
| 19                  | 1936-37   | R. Berchem Sport          | Division 1 (D2) série A        | 6e/14                     |                                      |
| 20                  | 1937-38   | R. Berchem Sport          | Division 1 (D2) série B        | 2e/14                     |                                      |
| 21                  | 1938-39   | R. Berchem Sport          | Division 1 (D2) série A        | 3e/14                     |                                      |
|                     | 1939-1941 | Compétitions interrompues | Compétitions interrompues      | Compétitions interrompues | Compétitions interrompues            |
| 22                  | 1941-42   | R. Berchem Sport          | Division 1 (D2) série B        | 2e/14                     | [ saisons 1 ]                        |
| 23                  | 1942-43   | R. Berchem Sport          | Division 1 (D2) série B        | 1er/15                    | Champion et promu                    |
| 24                  | 1943-44   | R. Berchem Sport          | Division d'Honneur             | 6e/16                     |                                      |
|                     | 1944-1945 | Compétitions interrompues | Compétitions interrompues      | Compétitions interrompues | Compétitions interrompues            |
| 25                  | 1945-46   | R. Berchem Sport          | Division d'Honneur             | 7e/19                     |                                      |
| 26                  | 1946-47   | R. Berchem Sport          | Division d'Honneur             | 6e/19                     |                                      |
| 27                  | 1947-48   | R. Berchem Sport          | Division d'Honneur             | 7e/16                     |                                      |
| 28                  | 1948-49   | R. Berchem Sport          | Division d'Honneur             | 2e/16                     | [ saisons 2 ]                        |
| 29                  | 1949-50   | R. Berchem Sport          | Division d'Honneur             | 2e/16                     | [ saisons 3 ]                        |
| 30                  | 1950-51   | R. Berchem Sport          | Division d'Honneur             | 2e/16                     | [ saisons 4 ]                        |
| 31                  | 1951-52   | R. Berchem Sport          | Division d'Honneur             | 10e/16                    |                                      |
| 32                  | 1952-53   | R. Berchem Sport          | Division 1                     | 11e/16                    |                                      |
| 33                  | 1953-54   | R. Berchem Sport          | Division 1                     | 11e/16                    |                                      |
| 34                  | 1954-55   | R. Berchem Sport          | Division 1                     | 7e/16                     |                                      |
| 35                  | 1955-56   | R. Berchem Sport          | Division 1                     | 4e/16                     |                                      |
| 36                  | 1956-57   | R. Berchem Sport          | Division 1                     | 10e/16                    |                                      |
| 37                  | 1957-58   | R. Berchem Sport          | Division 1                     | 13e/16                    |                                      |
| 38                  | 1958-59   | R. Berchem Sport          | Division 1                     | 10e/16                    |                                      |
| 39                  | 1959-60   | R. Berchem Sport          | Division 1                     | 15e/16                    | Relégué                              |
| 40                  | 1960-61   | R. Berchem Sport          | Division 2                     | 9e/16                     |                                      |
| 41                  | 1961-62   | R. Berchem Sport          | Division 2                     | 1er/16                    | Champion et promu                    |
| 42                  | 1962-63   | R. Berchem Sport          | Division 1                     | 14e/16                    |                                      |
| 43                  | 1963-64   | R. Berchem Sport          | Division 1                     | 15e/16                    | [ saisons 5 ]                        |
| 44                  | 1964-65   | R. Berchem Sport          | Division 1                     | 14e/16                    |                                      |
| 45                  | 1965-66   | R. Berchem Sport          | Division 1                     | 15e/16                    | Relégué                              |
| 46                  | 1966-67   | R. Berchem Sport          | Division 2                     | 14e/16                    |                                      |
| 47                  | 1967-68   | K. Berchem Sport          | Division 2                     | 4e/16                     |                                      |
| 48                  | 1968-69   | K. Berchem Sport          | Division 2                     | 6e/16                     |                                      |
| 49                  | 1969-70   | K. Berchem Sport          | Division 2                     | 4e/16                     |                                      |
| 50                  | 1970-71   | K. Berchem Sport          | Division 2                     | 8e/16                     |                                      |
| 51                  | 1971-72   | K. Berchem Sport          | Division 2                     | 1er/16                    | Champion et promu                    |
| 52                  | 1972-73   | K. Berchem Sport          | Division 1                     | 8e/16                     |                                      |
| 53                  | 1973-74   | K. Berchem Sport          | Division 1                     | 14e/16                    |                                      |
| 54                  | 1974-75   | K. Berchem Sport          | Division 1                     | 15e/20                    |                                      |
| 55                  | 1975-76   | K. Berchem Sport          | Division 1                     | 18e/19                    | Relégué                              |
| 56                  | 1976-77   | K. Berchem Sport          | Division 2                     | 9e/16                     |                                      |
| 57                  | 1977-78   | K. Berchem Sport          | Division 2                     | 2e/16                     | Promu via tour final                 |
| 58                  | 1978-79   | K. Berchem Sport          | Division 1                     | 15e/18                    |                                      |
| 59                  | 1979-80   | K. Berchem Sport          | Division 1                     | 16e/18                    |                                      |
| 60                  | 1980-81   | K. Berchem Sport          | Division 1                     | 18e/18                    | Relégué                              |
| 61                  | 1981-82   | K. Berchem Sport          | Division 2                     | 5e/16                     |                                      |
| 62                  | 1982-83   | K. Berchem Sport          | Division 2                     | 14e/16                    |                                      |
| 63                  | 1983-84   | K. Berchem Sport          | Division 2                     | 5e/16                     | Tour final                           |
| 64                  | 1984-85   | K. Berchem Sport          | Division 2                     | 7e/16                     |                                      |
| 65                  | 1985-86   | K. Berchem Sport          | Division 2                     | 1er/16                    | Champion et promu                    |
| 66                  | 1986-87   | K. Berchem Sport          | Division 1                     | 18e/18                    | Relégué                              |
| 67                  | 1987-88   | K. Berchem Sport          | Division 2                     | 8e/16                     |                                      |
| 68                  | 1988-89   | K. Berchem Sport          | Division 2                     | 8e/16                     |                                      |
| 69                  | 1989-90   | K. Berchem Sport          | Division 2                     | 16e/16                    | Relégué                              |
| 70                  | 1990-91   | K. Berchem Sport          | Division 3 série A             | 2e/16                     |                                      |
| 71                  | 1991-92   | K. Berchem Sport          | Division 3 série B             | 10e/16                    |                                      |
| 72                  | 1992-93   | K. Berchem Sport          | Division 3 série B             | 7e/16                     |                                      |
| 73                  | 1993-94   | K. Berchem Sport          | Division 3 série B             | 9e/16                     |                                      |
| 74                  | 1994-95   | K. Berchem Sport          | Division 3 série A             | 9e/16                     |                                      |
| 75                  | 1995-96   | K. Berchem Sport          | Division 3 série B             | 7e/16                     |                                      |
| 76                  | 1996-97   | K. Berchem Sport          | Division 3 série B             | 15e/16                    | Relégué                              |
| 77                  | 1997-98   | K. Berchem Sport          | Promotion série B              | 3e/16                     |                                      |
| 78                  | 1998-99   | K. Berchem Sport          | Promotion série B              | 7e/16                     |                                      |
| 79                  | 1999-00   | K. Berchem Sport          | Promotion série B              | 4e/16                     | Relégué                              |
| séries provinciales |           |                           |                                |                           |                                      |
| 80                  | 2001-02   | K. Berchem Sport          | Promotion série B              | 1er/16                    | Champion et promu                    |
| 81                  | 2002-03   | K. Berchem Sport          | Division 3 série B             | 1er/16                    | Champion non-promu                   |
| 82                  | 2003-04   | K. Berchem Sport          | Division 3 série A             | 16e/16                    | Relégué                              |
| 83                  | 2004-05   | K. Berchem Sport          | Promotion série B              | 7e/16                     |                                      |
| 84                  | 2005-06   | K. Berchem Sport 2004     | Promotion série B              | 3e/16                     |                                      |
| 85                  | 2006-07   | K. Berchem Sport 2004     | Promotion série B              | 5e/16                     |                                      |
| 86                  | 2007-08   | K. Berchem Sport 2004     | Promotion série B              | 13e/16                    | Barrages                             |
| 87                  | 2008-09   | K. Berchem Sport 2004     | Promotion série B              | 8e/16                     |                                      |
| 88                  | 2009-10   | K. Berchem Sport 2004     | Promotion série B              | 12e/16                    |                                      |
| 89                  | 2010-11   | K. Berchem Sport 2004     | Promotion série B              | 10e/16                    |                                      |
| 90                  | 2011-12   | K. Berchem Sport 2004     | Promotion série B              | 1er/16                    | Champion et promu                    |
| 91                  | 2012-13   | K. Berchem Sport 2004     | Division 3 série A             | 5e/18                     |                                      |
| 92                  | 2013-14   | K. Berchem Sport 2004     | Division 3 série B             | 14e/18                    |                                      |
| 93                  | 2014-15   | K. Berchem Sport          | Division 3 série B             | 12e/18                    |                                      |
| 94                  | 2015-16   | K. Berchem Sport          | Division 3 série B             | 10e/19                    | Relégué                              |
| 95                  | 2016-17   | K. Berchem Sport          | Division 2 Amateur VFV série B | 1re/16                    | Champion et promu                    |
| 96                  | 2017-18   | K. Berchem Sport          | Division 1 Amateur             | 15e/16                    | Relégué                              |
| 97                  | 2018-19   | K. Berchem Sport          | Division 2 Amateur VFV série B | 5e/16                     |                                      |
| 98                  | 2019-20   | K. Berchem Sport          | Division 2 Amateur VFV série B | 9e/16                     |                                      |
| 99                  | 2020-21   | K. Berchem Sport          | Nationale 2 VV série B         | N/A                       | saison annulée en raison du Covid-19 |
| 100                 | 2021-22   | K. Berchem Sport          | Nationale 2 VV série B         | 11e/16                    |                                      |
| 101                 | 2022-23   | K. Berchem Sport          | Nationale 2 VV série B         | 14e/18                    |                                      |
| 102                 | 2023-24   | K. Berchem Sport          | Nationale 2 VV série B         | 11e/18                    |                                      |
| 103                 | 2024-25   | K. Berchem Sport          | Nationale 2 VV série B         | ... /16                   |                                      |

## Bilan
Statistiques mises à jour le 9 décembre 2024 (terme de la saison 2023-2024)
| Niv | Divisions     | Jouées | Titres | TM Up | TM Down |
| --- | ------------- | ------ | ------ | ----- | ------- |
| I   | 1re nationale | 41     | 0      |       |         |
| II  | 2e nationale  | 28     | 5      | 2     |         |
| III | 3e nationale  | 14     | 1      |       |         |
| IV  | 4e nationale  | 19     | 3      |       | 1       |
| V   | 5e nationale  | 0      | 0      |       |         |
|     |               |        |        |       |         |
|     | TOTAUX        | 102    | 9      | 2     | 1       |

- TM Up : test-match pour départager des égalités, ou toutes formes de Barrages ou de Tour final pour une montée éventuelle.
- TM Down : test-match pour départager des égalités, ou toutes formes de Barrages ou de Tour final pour le maintien.